# Anemone debilis
Anemone debilis là một loài thực vật có hoa trong họ Mao lương. Loài này được Fisch. ex Turcz. mô tả khoa học đầu tiên năm 1854.

## Hình ảnh

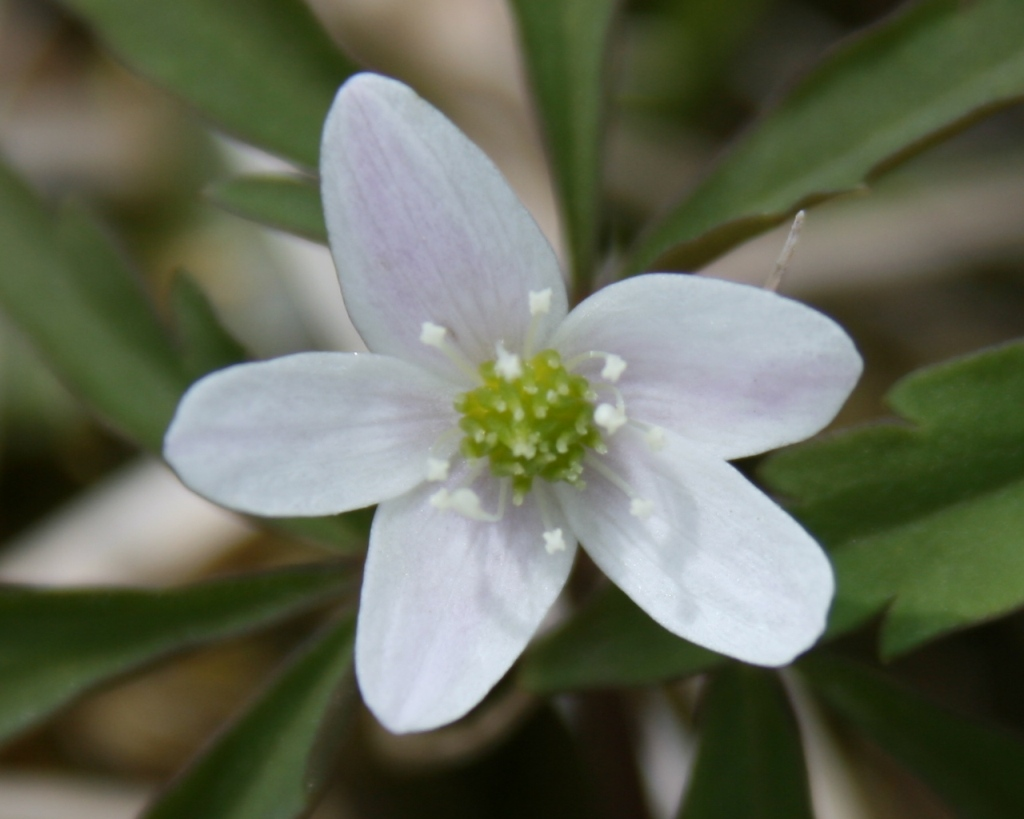
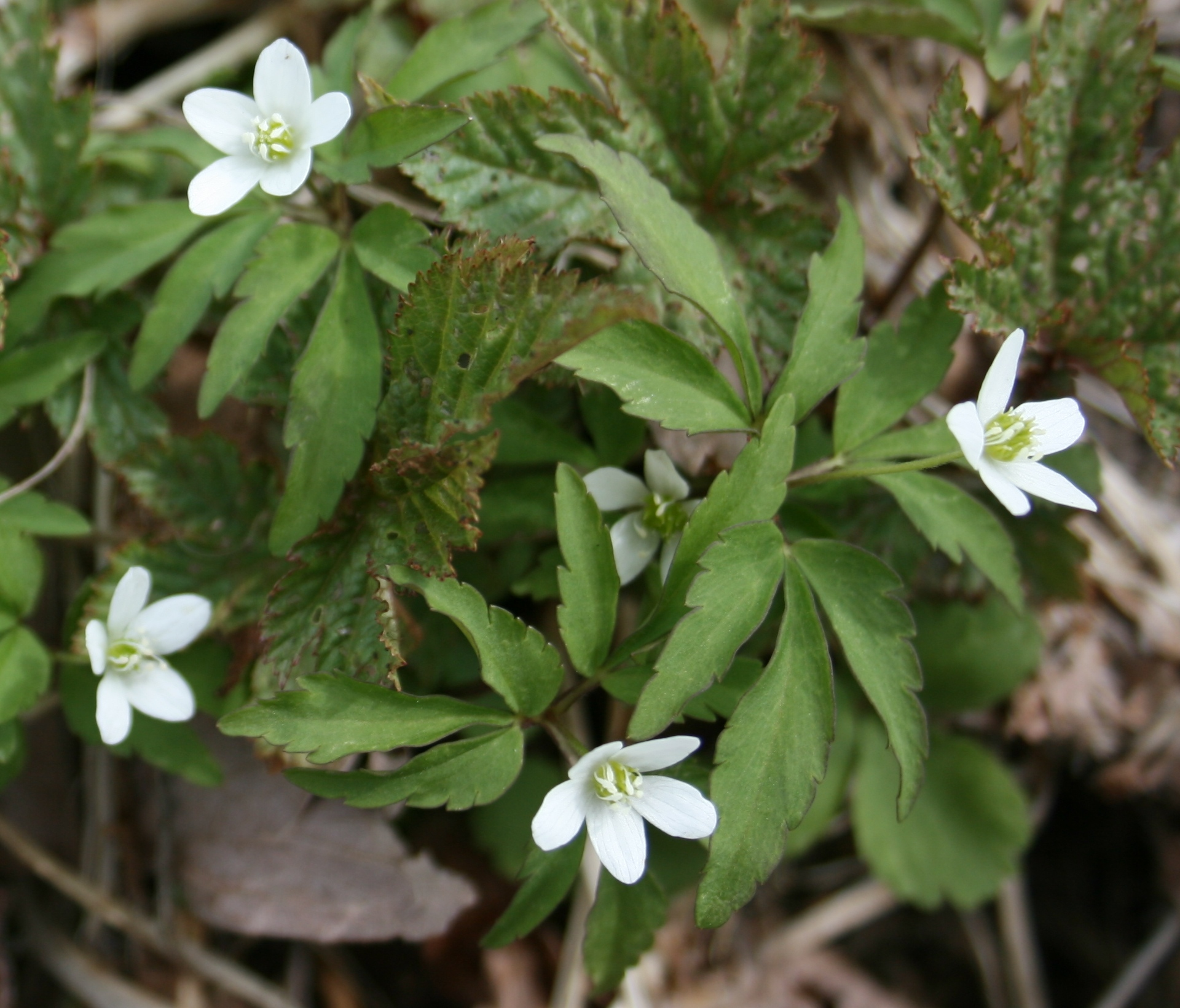